# 2-Ethylhexanal
2-Ethylhexanal ist eine chemische Verbindung aus der Gruppe der Aldehyde und ist ein Isomer des Octanals.

## Vorkommen

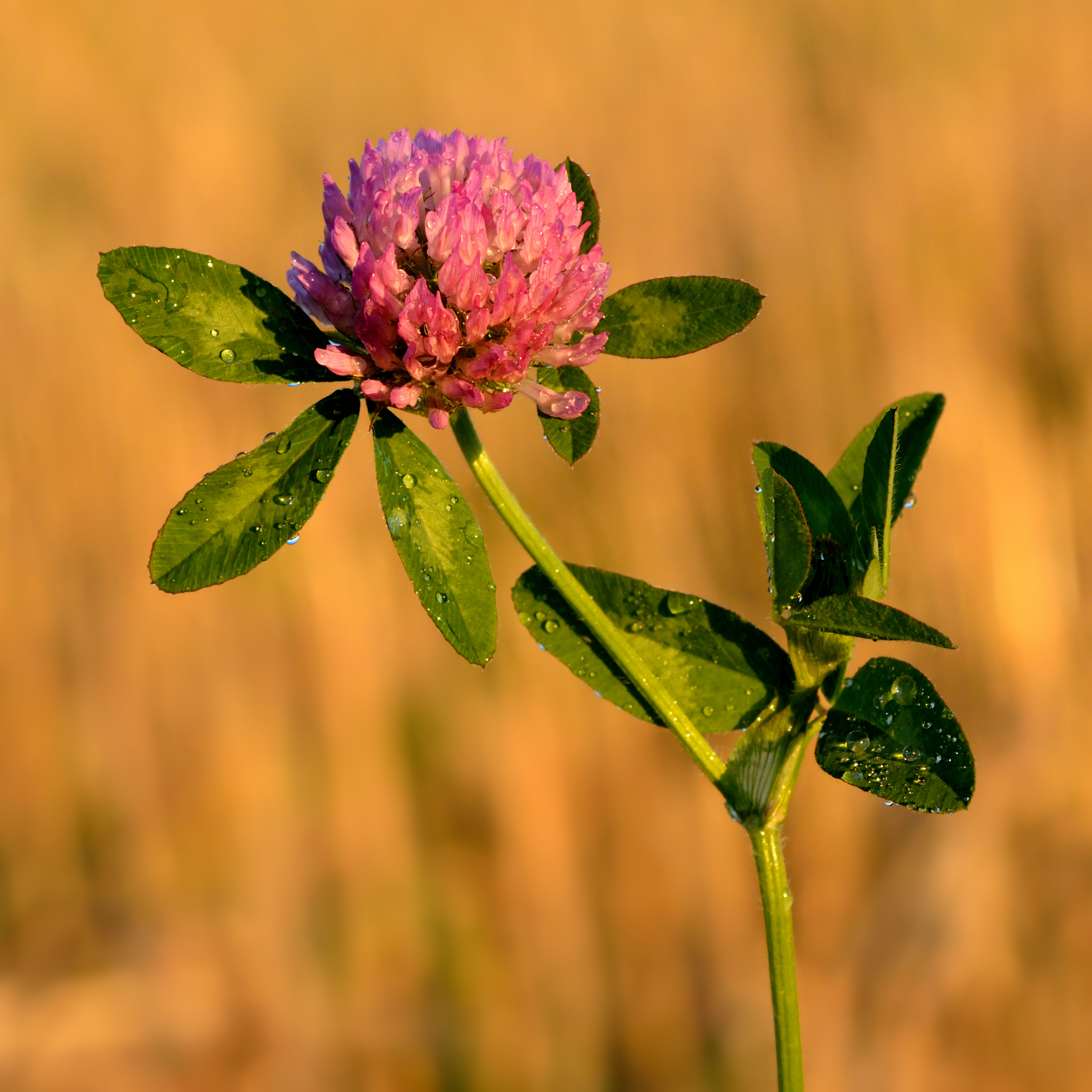
Wiesenklee

2-Ethylhexanal kommt natürlicherweise in Wiesenklee vor.

## Gewinnung und Darstellung
2-Ethylhexanal kann aus Butanal durch basenkatalysierte Aldol-Reaktion und anschließende Hydrierung gewonnen werden. Es wurden im Jahr 1988 mehr als 1000 Tonnen hergestellt.
Es kann ferner aus direkt aus Propylen durch Hydroformylierung und anschließende Aldol-Reaktion in einer Eintopfreaktion hergestellt werden.
Es kann auch aus 2-Ethylhexenal dargestellt werden, welches wiederum durch Kondensation von Butanal mittels wässriger Natronlauge hergestellt wird.

## Eigenschaften
2-Ethylhexanal ist eine klare, entzündliche, gelbe Flüssigkeit mit scharfem, kräftigem Geruch. In Wasser reagiert es schwach sauer. Die dynamische Viskosität der Flüssigkeit beträgt 0,9 mPa·s bei 20 °C.

## Verwendung
2-Ethylhexanal wird in Kombination mit anderen Stoffen als Flächendesinfektionsmittel, Lösungsmittel und als Zwischenprodukt zur Herstellung von 2-Ethylhexanol, 2-Ethylhexansäure und 2-Ethylhexylamin, sowie zur Herstellung von Pharmazeutika und Riechstoffen. Kondensationsprodukte der Verbindung werden als Vulkanisationsmittel und Antioxidantien in der Gummiindustrie eingesetzt.
Die Aminierung von 2-Ethylhexanal durch Umsetzung mit Hydroxylaminhydrochlorid zum Oxim und anschließender Reduktion mit Zink/Salzsäure ist eine einfache Eintopfmethode zur Darstellung von racemischem 2-Ethylhexylamin.

## Sicherheitshinweise
Die Dämpfe von 2-Ethylhexanal können mit Luft ein explosionsfähiges Gemisch (Flammpunkt 42 °C) bilden.